# ویزیاخا
ویزیاخا (روسی: Визяха) یک رودخانه در سرزمین پرم کشور روسیه است.